# Microcambeva ribeirae
Microcambeva ribeirae és una espècie de peix de la família dels tricomictèrids i de l'ordre dels siluriformes.

## Morfologia
- Els mascles poden assolir 4,8 cm de longitud total.
- Nombre de vèrtebres: 34.[1]

## Hàbitat
És un peix d'aigua dolça i de clima subtropical.

## Distribució geogràfica
Es troba a Sud-amèrica: conca del riu Ribeira do Iguape al sud-est del Brasil.